# 21 Zmotoryzowana Dywizja Strzelecka NKWD
21 Zmotoryzowana Dywizja Strzelecka NKWD (ros. 21-я мотострелковая дивизия НКВД) – jedna z dywizji piechoty wojsk NKWD z okresu II wojny światowej.
Została sformowana 23 czerwca 1941 w Leningradzie i przeznaczona dla współpracy z Nadbałtyckim Okręgiem Wojskowym Armii Czerwonej w nowych warunkach wojennych, tj. agresja niemiecka na Związek Radziecki. Wchodziła w skład 42 Armii.
1 września 1941 przekształcona w 21 Dywizję Strzelecką NKWD (niezmotoryzowaną) a ta znowu przekształcona w sierpniu 1942 w 109 Dywizję Strzelecką Armii Czerwonej.
W 14 Pułku Piechoty Wojsk NKWD należącym do dywizji służył Jewgienij Nikołajew początkowo jako snajper, a następnie jako śledczy Smierszu.

## Dowódcy dywizji
- płk Michaił Panczenko[3].

## Struktura organizacyjna
- 6 Pułk Strzelecki
- 8 Pułk Strzelecki
- 14 Pułk Strzelecki[3].